# 房山云居寺
房山云居寺，又名西域寺，其全称为西域云居禅林，坐落于北京市房山区白带山 (因山腰有云似白带绕山得名，又称石经山)西南麓，距北京城区75公里，原有建筑在中日战争期间已毁，仅存塔数座和藏经洞中的石经。1961年云居寺塔与石经被公布为第一批国家重点文物保护单位。

## 历史
云居寺为隋代高僧静琬所建，原有建筑依山而建，颇為壮丽。静琬大师吸取南北朝灭佛运动中很多纸本、木刻佛经被毁，而石刻佛经多有保留的教训，就在山上凿石为室，刻石为经，用于保存佛经。刻经活动在随后的唐开元年间至辽代达到极盛，唐玄宗曾把《开元大藏经》赐给云居寺作为刻用底本，辽代时则使用《契丹藏》作为底本。这两部藏经现均已佚失，云居寺的房山石經就成为了校勘其他版本佛经的最好资料。辽代时，藏经洞已放满了唐刻石经，便在山下新掘地穴储藏石经。刻经活动一直延续到明朝，总计共造石经14278方；同时藏纸本22000卷，木刻经77000余块，均为世界规模最大的佛教经藏。
除去石经，云居寺还保留有有唐代佛塔7座，辽代佛塔5座，堪称一绝。
有一唐代金仙公主塔，其塔後壁刊刻記載唐玄宗賞賜佛經和田產的歷史經過。唐開元十八年（730年），唐玄宗應第八妹金仙公主的請求，賜雲居寺《開元大藏經》新舊譯經4000餘卷與大片的田園山場，委派長安高僧知升，親自押運到雲居寺。莫州吏部常选王守泰则是为感念金仙公主的功德，借用石塔后壁，将这一善举刊刻其上。因此，這座塔有珍貴的文物歷史研究價值。
1981年11月27日，在对藏经洞之中的雷音洞进行修复时，意外发现了一个套函，其中藏有两颗释迦牟尼肉身舍利。1999年9月9日，北京市文物局为妥善保护云居寺所藏辽、金石经，将之全部回填地宫。

## 图片

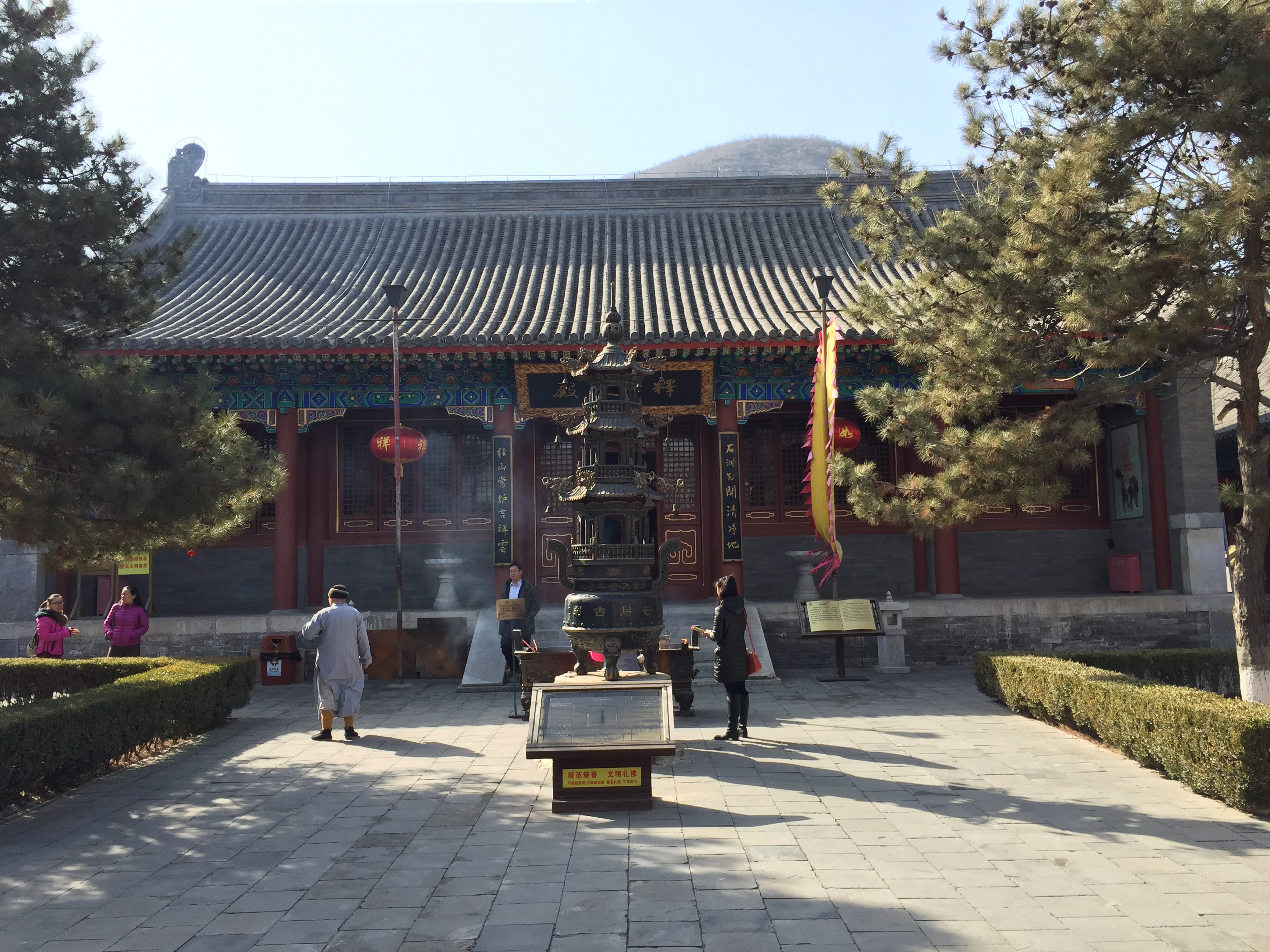
释迦殿
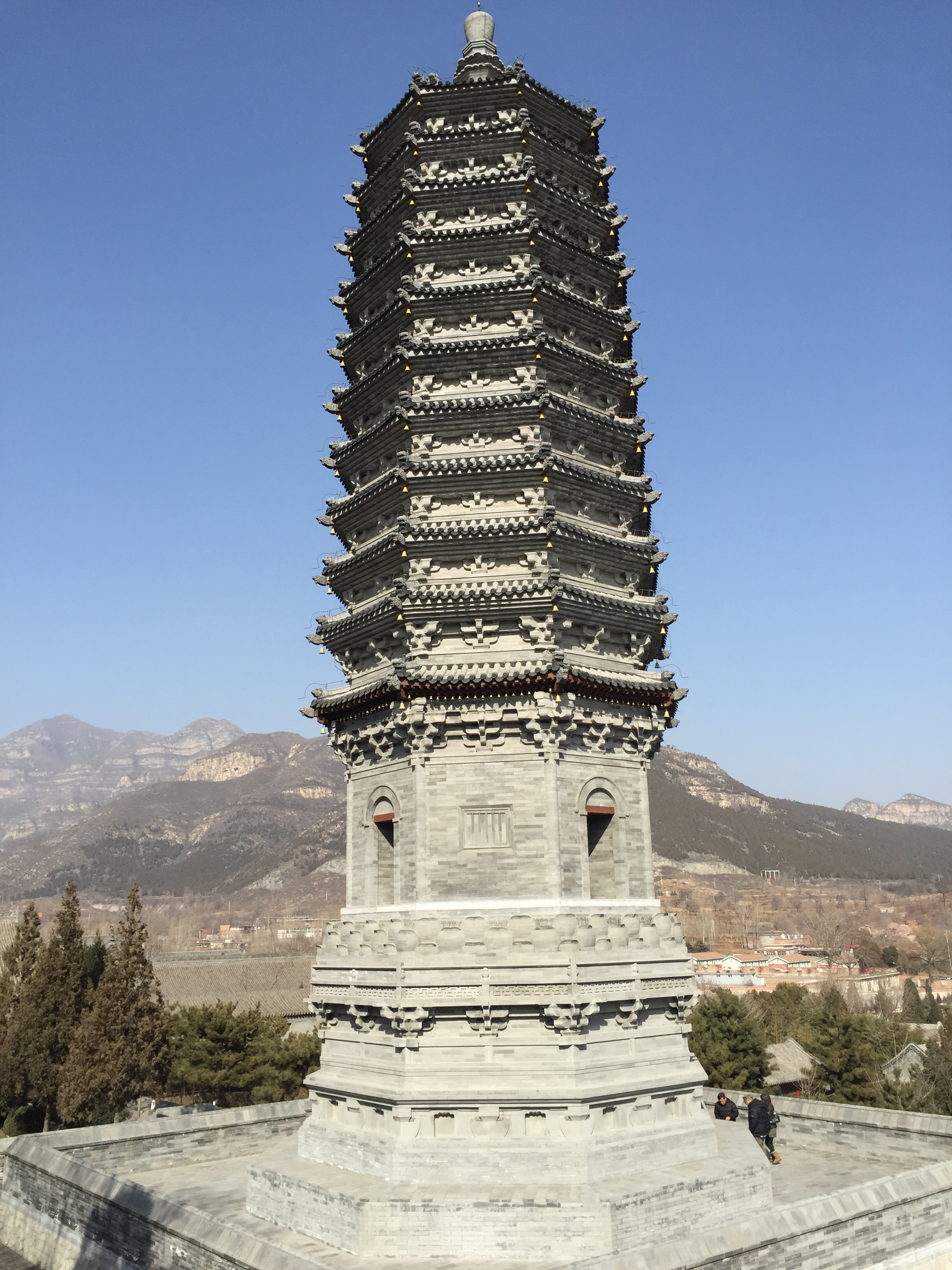
云居寺南塔，2014年9月修复
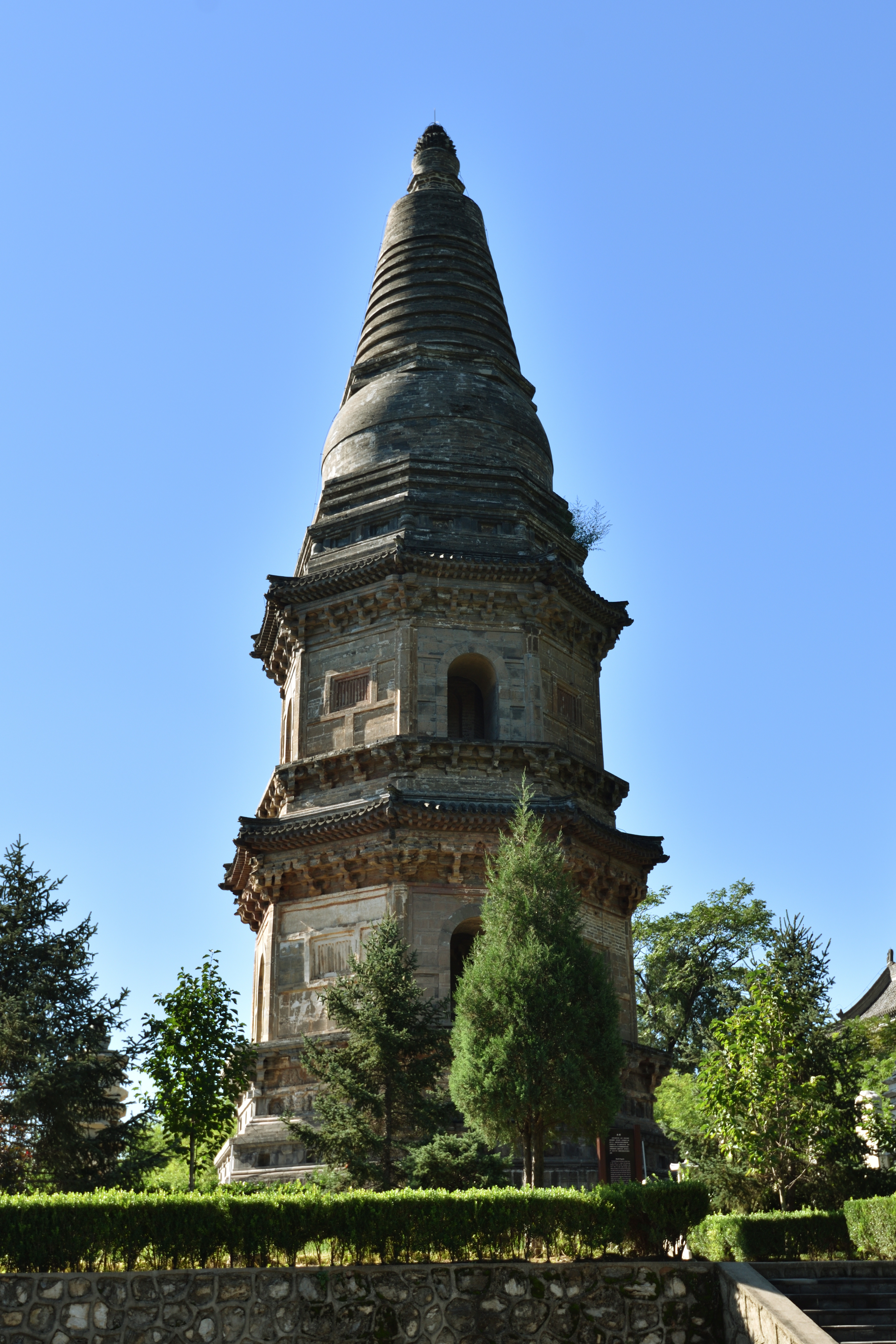
辽塔
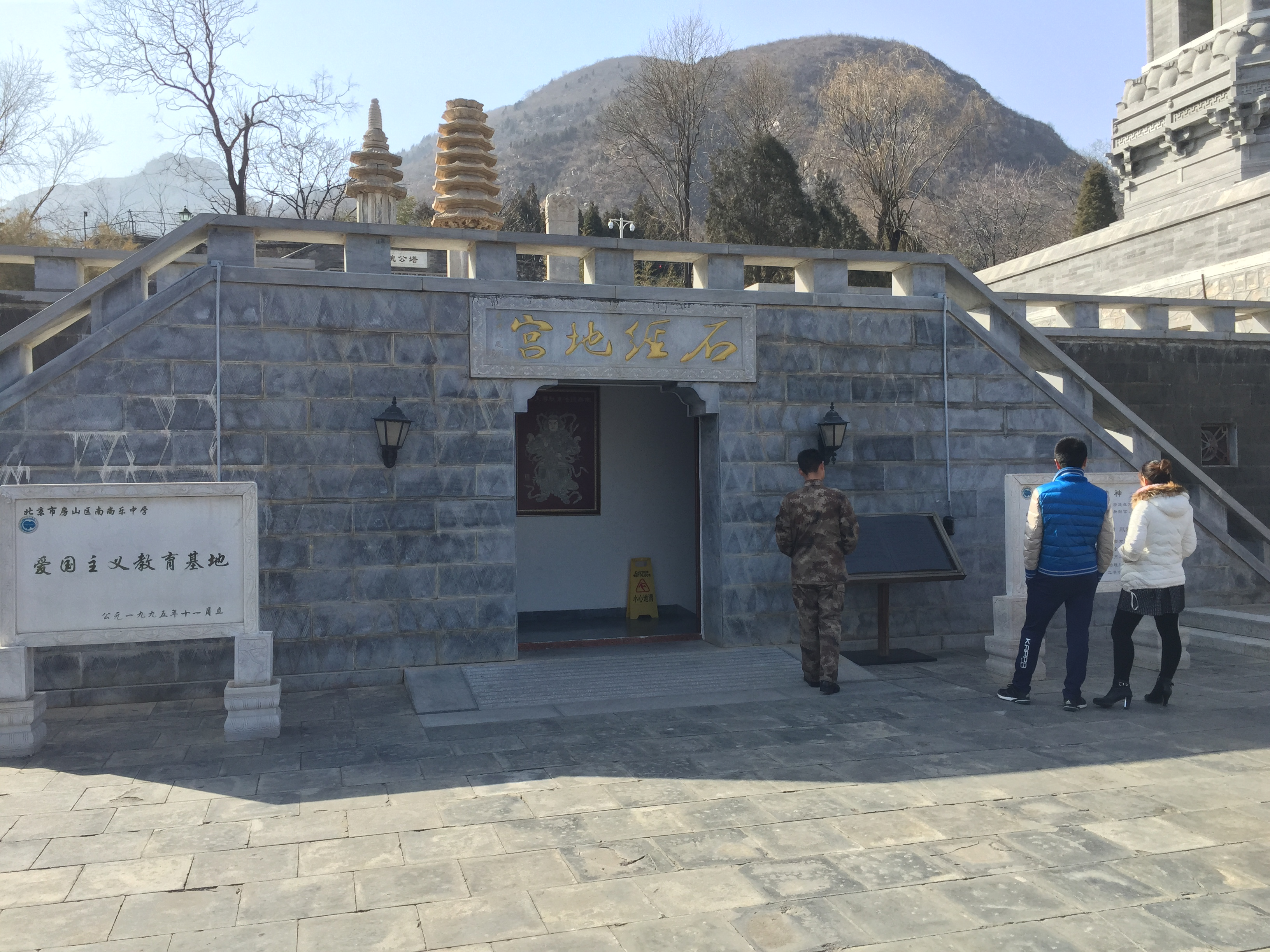
存放辽金石经的地宫入口处，上方为开山琬公塔
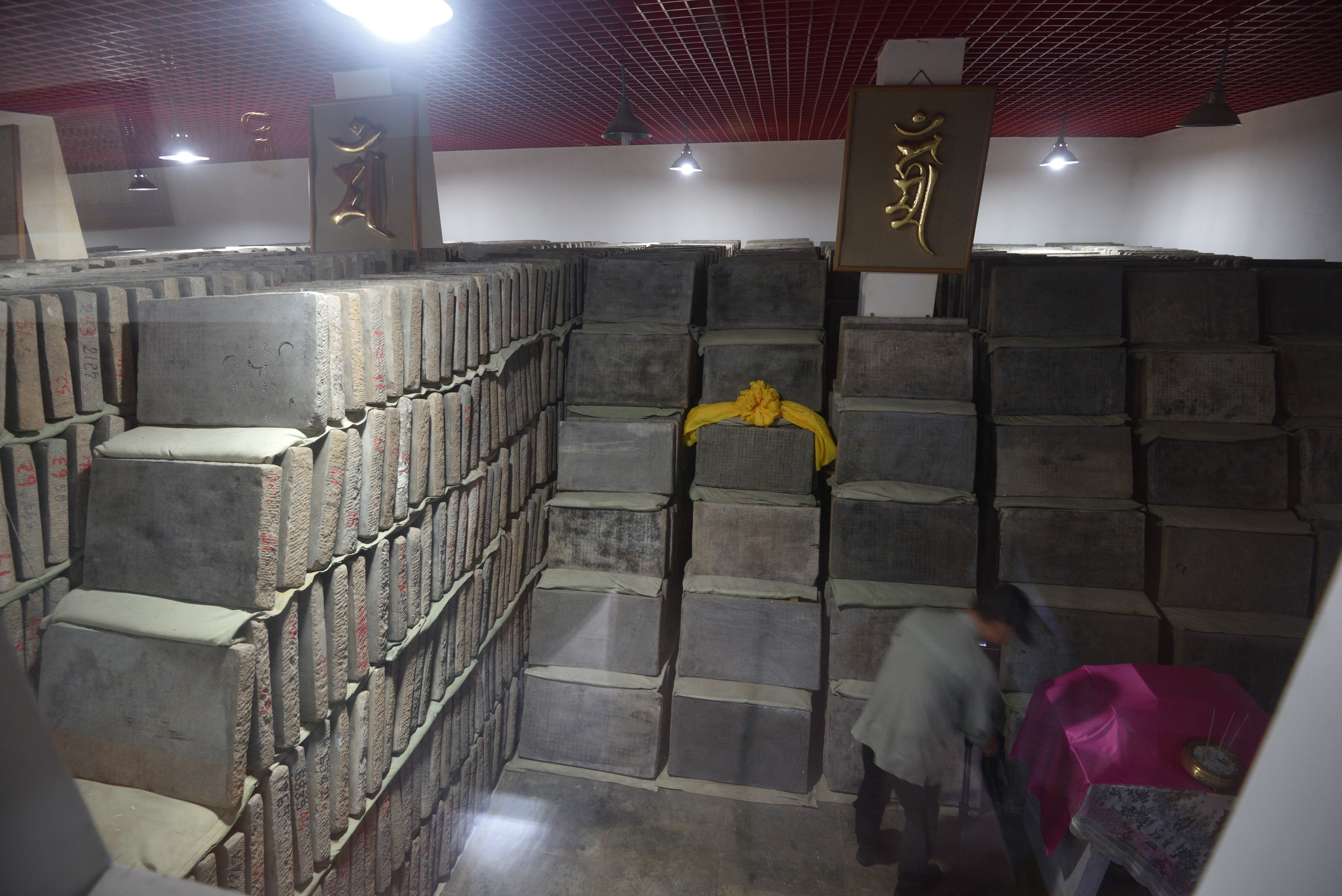
石经地宫
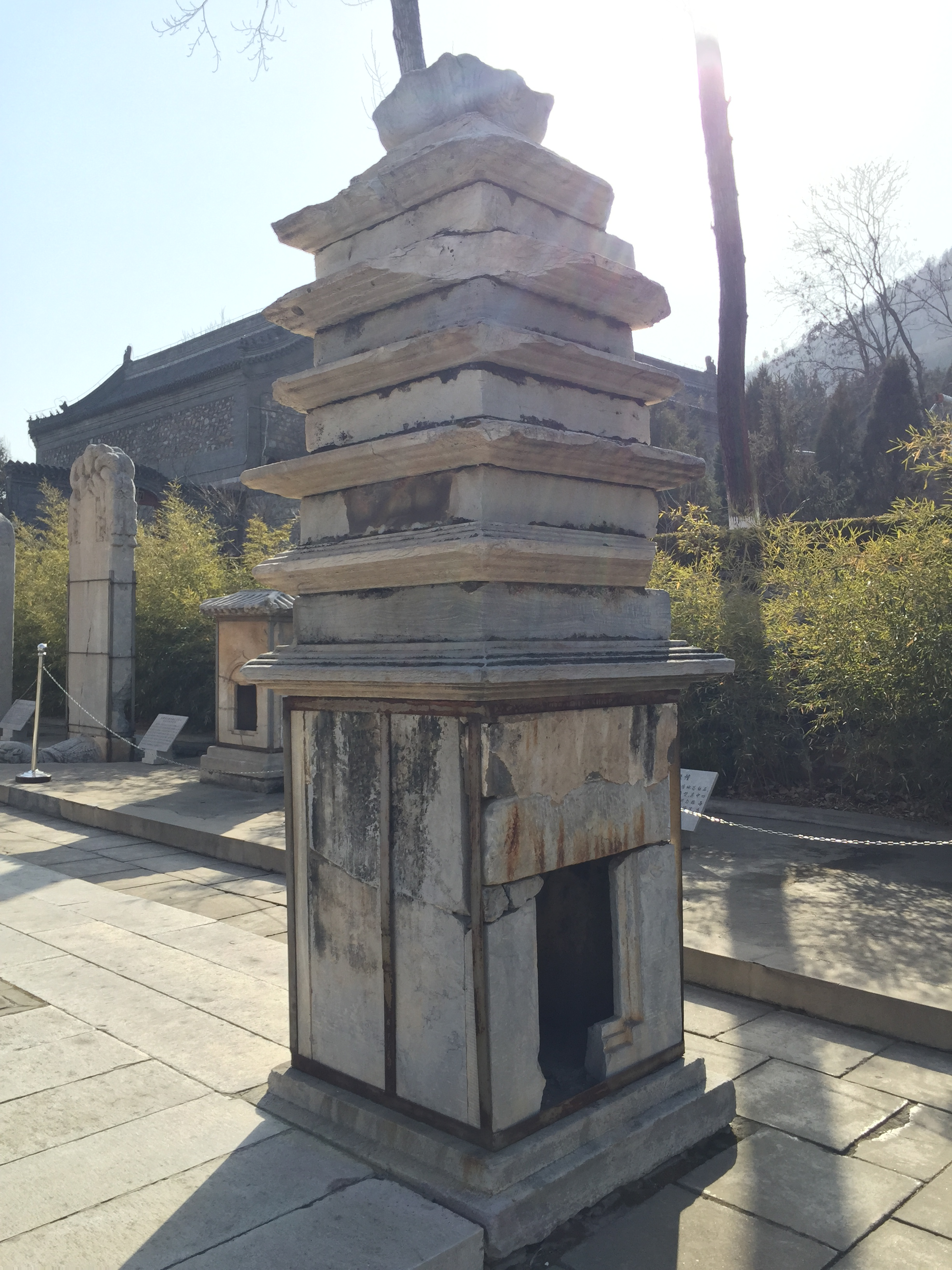
云居寺内一座建于711年的石塔